# Шожма (муніципальне утворення Шалакуське)
Шожма (рос. Шожма) — залізнична станція в Няндомському районі Архангельської області Російської Федерації.
Населення становить 198 осіб. Входить до складу муніципального утворення Няндомський муніципальний округ.

## Історія
До 2022 року входило до складу муніципального утворення Шалакуське поселення.

## Населення
| 2002 | 2010 | 2012 |
| ---- | ---- | ---- |
| 249  | ↘162 | ↗198 |